# Helen Zeru
Helen Zeru Araya  (1987, Addis Abeba) is een mixed media-kunstenaar die onder andere werkt met performancekunst, houtdrukkunst, fotografie en video-installaties. Zij heeft geëxposeerd in Ethiopië, Oostenrijk, Duitsland en Nederland. Haar werk is onder andere te zien in het Van Abbemuseum.

## Opleiding
Zeru studeerde aan de University’s School of Fine Arts and Design in Addis Abeba, waar ze in 2008 haar Bachelor in beeldende kunst (Bachelor of Fine Arts) behaalde met specialiteit houtdrukkunst. Hierna studeerde ze een jaar fotografie bij DESTA for Africa, eveneens in de hoofdstad.
Helen Zeru ontving een Holland Scholarship (studiebeurs) in 2015 en studeerde aan het DAI (Dutch Art Institute) in Arnhem in de periode 2015-2017 en schreef er haar masterscriptie:  Institutionalisation of the Informal: How to Account Absence (Institutionalisering van het informele: Hoe rekening te houden met wat formeel niet bestaat).
Ze was een stichtend lid van Netsa Art Village, een kunstruimte voor hedendaagse kunst in de hoofdstad, die van 2008 tot 2015 gevormd en gerund werd door kunstenaars. Er werd sociaal geëngageerde kunst gebracht en workshops gegeven voor kwetsbare kinderen.

## Thema’s en werken
Helen Zeru heeft al gewerkt als freelance fotograaf en is een mixed mediakunstenaar:  ze schildert, maakt houtskooltekeningen en videokunst-installaties waarin ze ook performer is. Haar werken beginnen vaak als reflecties op emotionele persoonlijke ervaringen die in een bredere sociale context te plaatsen zijn doordat ze raken aan relevante en dringende maatschappelijke kwesties.
Zo’n persoonlijke ervaring is het ritueel dat een sjamaan van op het platteland in Ethiopië kwam uitvoeren ter genezing van haar grote verlegenheid die ze vertoonde toen ze nog een jong meisje was. Het is de oorsprong van haar werk ‘Aesthetic of Shyness’, waarin ze een re-enactment geeft van het ritueel. Het werk bestaat uit een video in kleur met geluid en een tekening op papier met inkt, potlood en krijt. 
Andere meer actuele thema’s die Helen Zeru aansnijdt zijn gentrificatie in de hoofdstad Addis Abeba dat urbanistisch razendsnel verandert,  en ‘verplaatsing’ (displacement) die vluchtelingen ondergaan zowel in haar land Ethiopië als in Afrika in het algemeen. Zo maakte ze een video-installatie met daarin een performance, over het graf van haar moeder dat 15 jaar na haar dood, samen met het hele kerkhof moest worden geruimd om het op een andere plaats te hervestigen in de stad. Dit gebeurde om plaats te maken voor stadsvernieuwing. Zelf stelt ze hierover dat ze de opgraving en de hervestiging heeft willen gebruiken als een helingsproces en als een persoonlijke tocht waarbij haar emoties en gevoelens haar leidden, en dat het gaat over binding met de grond, de beenderen en de nagedachtenis van haar moeder:  ‘Memory back en forth’ (Herinneringen voor het verleden en de toekomst).
Een andere performance gaat over het thema ‘verplaatsing’ (displacement). Ze graaft een bijna volwassen boom met zijn wortels uit en gaat die verplanten van op het platteland in Oeganda naar de hoofdstad Kampala, een andere plaats en een andere grond. Dit om te zien of de boom terug wortel schiet. Hierbij ziet ze de boom als metafoor voor het leven van de vluchtelingen, die eveneens ontworteld, op een voor hun vreemde plaats proberen te aarden en verder te leven: ‘One foot in’.
Tradities en sociale aspecten van de maatschappij zijn belangrijk in Zeru’s werk.  Ook onderzocht ze hoe een informele economie, zoals die nog grotendeels in Ethiopië voorkomt, toch een ondersteunende factor kan zijn voor een informele kunstinstelling.

## Ontvangst
De kunst van Helen Zeru die stadsontwikkelingsproblemen, migratie en eigen jeugdherinneringen naar voren brengt, wordt als moedig en kritisch omschreven.
Zowel in haar eigen land Ethiopië (Addis Abeba) als In Duitsland, Nederland en Oostenrijk  heeft ze haar werken al kunnen uitbeelden (performance) of tentoonstellen. Ook in Nederland vond ze in 2015 appreciatie door toekenning van een beurs van ArtEZ en het Dutch Art Institute. En zij werd reeds verscheidene keer uitgenodigd naar Berlijn  om er samen te werken met het ‘Institut für Raumexperimente’  en met Olafur Eliasson’s studio aldaar, die haar werk reeds begon te verzamelen.
Haar werk Aesthetics of Shyness werd in 2018 door het Van Abbé Museum in Eindhoven verworven.
Voor de Akademie voor Beeldende Kunsten in Wenen (Akademie der bildende Künste) verbleef en werkte ze van oktober 2018 tot januari 2019 als ‘Artist in Residence’. Ze was er verbonden aan de Studio voor Tekstuele Beeldhouwkunst (Textual Sculpture). Maar ook in verscheidene andere grote steden stelde ze reeds tentoon of gaf ze performances, hetzij individueel of in groep.